# Рут Патрік
Рут Міртл Патрік (англ. Ruth Myrtle Patrick; 26 листопада 1907, Канзас — 23 вересня 2013) — американська вчена-ботанік і еколог. Займала кафедру в англ. Academy of Natural Sciences of Philadelphia, член Національної академії наук США і Американського філософського товариства. Удостоєна Національної наукової медалі (1996).

## Біографія
Дочка банківського працівника, який в студентські роки вивчав ботаніку в університеті Корнелл і зберіг захоплення цією наукою. З дитинства разом з батьком у вихідні дні Патрік займалася збором ботанічних зразків. Закінчила Coker College (бакалавр, 1929), а в 1934 році отримала ступінь доктора філософії у Віргінському університеті. У роки Великої депресії протягом восьми років безоплатно, як волонтер, працювала в Академії природничих наук у Філадельфії, в подальшому — її багаторічний співробітник вже на офіційній основі.
Дослідження Патрік пов'язані переважно з озерної флорою, особливо з діатомовими водоростями, в тому числі в палеоботанічному аспекті. Так, Патрік показала, що Велике Солоне озеро було солоним не завжди, а протяжний ланцюг боліт між Віргінією і Північною Кароліною виник в результаті затоплення лісистих районів морською водою.
Більше трьох десятиліть входила в раду піклувальників Вистаровського інституту, його емерит-піклувальник.
Член Національної академії наук США (1970), Американського філософського товариства (1974) та Американської академії мистецтв і наук (1976).

## Нагороди та відзнаки
- Award of Merit, Ботанічне товариство Америки (1971)
- Eminent Ecologist Award Екологічного товариства Америки (1972)
- Премія Тайлера (1975)
- Золота медаль Бельгійського королівського зоологічного товариства (1978)
- Почесний доктор, Університет Південної Кароліни (1989)
- Benjamin Franklin Medal (American Philosophical Society)[en] (1993)
- Національна наукова медаль (1996)
- Введена в South Carolina Hall of Science and Technology (1996)
- A. C. Redfield Lifetime Achievement Award[en] (1996)
- Heinz Award[en] Chairman's Medal (2002)
- Villanova University Mendel Medal (2002) — найвища почесть цього університету
- Введена в Національний зал слави жінок (2009)